# Franz Schnabel
Pour les articles homonymes, voir Schnabel.
Franz Schnabel (né le 18 décembre 1887 à Mannheim et mort le 25 février 1966 à Munich) est un historien allemand.

## Biographie
Franz Schnabel est le fils du marchand Karl Schnabel et de sa femme Maria Anna, née Guillemin zur Welt. Les parents de Schnabel, un père protestant et une mère catholique, se sont mariés en 1885 et ont élevé leurs trois enfants dans la foi catholique : Franz a une sœur aînée et une sœur cadette. Schnabel grandit dans le milieu de la bourgeoisie libérale de Bade dans sa ville natale et, rétrospectivement, attribue la relation étroite avec la France qui existe à travers la famille de sa mère à une influence formatrice sur le développement de sa personnalité : « Grâce aux parents de ma mère, je suis venu en Normandie dans son enfance et à Paris. Mais ceux qui ont foulé le sol français dans leur jeunesse emporteront toujours avec eux le sens des grands contours de l'histoire du monde. Schnabel étudie au lycée humaniste (de) de Mannheim, dont il est diplômé en 1906. Il étudie ensuite l'histoire, l'allemand, le français et le latin aux universités de Berlin et de Heidelberg. En 1910, il réussit l'examen d'État pour enseigner dans les lycées et la même année, il reçoit son doctorat.
En 1911, Schnabel entre au service de l'école de Bade en tant que candidat à un poste d'enseignant, mais prend un congé au début de 1914 pour travailler sur une Geschichte der badischen Landstände pour le compte de la Commission historique de Bade (de). Le projet ne peut être réalisé en raison du déclenchement de la Première Guerre mondiale : en avril 1915, Schnabel est enrôlé, sert sur le front occidental pendant toute la guerre et n'est libéré de l'armée qu'en février 1919. Il reprend immédiatement l'enseignement à Baden et enseigne le latin, le français et l'histoire dans les écoles de Karlsruhe : en 1919/20 au lycée Lessing (de), premier lycée de filles d'Allemagne, et de 1920 à 1922 au lycée Goethe (de), lycée pour garçons. Encouragé par le professeur Oncken, Schnabel poursuit sa carrière scientifique parallèlement à ses fonctions d'enseignant et devient professeur en 1920 à l'Université technique de Karlsruhe avec l'ouvrage « Geschichte der Ministerverantwortlichkeit in Baden » sous la direction d'Hermann Wätjen (de). Dès 1922, il est nommé à la chaire d'histoire de l'Université technique de Karlsruhe, qu'il occupe jusqu'à sa destitution en 1936. En plus de son poste de professeur, Schnabel est chef des Archives générales d'État de Bade (de) de 1924 à 1927.
Les années de Schnabel à la chaire de Karlsruhe sont caractérisées par une productivité extraordinaire. Après avoir terminé sa thèse d'habilitation, il poursuit ses recherches sur le constitutionnalisme badois précoce et publie en 1927 deux brèves biographies des hommes politiques badois Sigismund von Reitzenstein (de) et Ludwig von Liebenstein (de), basées sur des documents d'archives. Dès 1920, Schnabel s'est chargé de compiler une étude des sources destinée à faire pour l'histoire moderne ce que Wilhelm Wattenbach a fait pour le Moyen Âge ; l'ouvrage publié en 1931, toujours d'actualité, ouvre les sources de la période de la Réforme jusqu'en 1550, mais n'est pas poursuivi par Schnabel. La même année 1931, Schnabel publie à l'occasion du 100e anniversaire de la mort du baron vom Stein, une brève biographie du réformateur prussien accusé par Gerhard Ritter d'avoir instrumentalisé Stein à des fins politiques courantes ; Schnabel et Ritter discutent de cette question de manière controversée Schnabel émerge également en tant qu'auteur de manuels dans les années de Weimar : son manuel, Geschichte der neuesten Zeit, publié pour la première fois en 1923 par BG Teubner Verlag, est également publié en tant qu'ouvrage indépendant pour des cercles plus larges, connaît plusieurs éditions et est toujours d'actualité pour les étudiants après 1945. Mais surtout, l'ouvrage principal de Schnabel, la Deutsche Geschichte im neunzehnten Jahrhundert, paraît en quatre volumes en 1929, 1933, 1934 et 1937 à partir du milieu des années 1920. Dans cette œuvre restée inachevée, qui ne dépasse pas l'année 1840, Schnabel entreprend d'analyser l'histoire politique ainsi que l'histoire sociale, culturelle, économique et technique du XIXe siècle dans leur interaction et de les interpréter comme des prémisses de la "crise culturelle" du XXe siècle. Un cinquième volume intitulé Das Erwachen des deutschen Volkstums est achevé par Schnabel sous forme de manuscrit, mais ne peut être publié en raison de la censure nazie.
Contrairement à la plupart des historiens de son temps, Schnabel a une attitude positive envers la République de Weimar, qu'il exprime dans des publications, des conférences et dans ses travaux scientifiques, mais sans s'impliquer dans la politique des partis. Son engagement atteint son paroxysme en octobre 1932, lorsqu'il s'exprime dans le magazine Hochland (de) contre l'attaque prussienne par le gouvernement Papen . Son texte Neudeutsche Reichsreform commence par ces mots dramatiques : "Même si la discussion devait être close et à l'avenir elle ne serait dictée que dans la patrie allemande, il reste le devoir de la classe dirigeante intellectuelle d'élever la voix aussi longtemps que cela sera possible est. Malgré son engagement clair en faveur de l'État de droit et du fédéralisme, après l'arrivée au pouvoir des nationaux-socialistes, une phase peut être identifiée dans laquelle Schnabel prend part aux efforts visant à combler le fossé entre le catholicisme et le national-socialisme, en lien avec le concept de l'État corporatif ou l'idée du Reich. Cette phase se termine au plus tard en 1935, lorsque Schnabel est indirectement affecté par les actions de Walter Frank (de) contre son professeur Hermann Oncken : dans son article contre Oncken, Frank décrit avec désinvolture Schnabel comme un « historien clérical » et insinue qu'il est hostile au régime. Le 15 juillet 1936, Schnabel est licencié à Karlsruhe. Il déménage immédiatement à Heidelberg, où il vit comme chercheur privé jusqu'en 1945. Au cours de ces années, Schnabel publie principalement des articles culturels et historiques dans la presse quotidienne, en particulier dans le Frankfurter Zeitung, il publie également des essais et de nombreuses critiques dans la revue Hochland jusqu'à ce qu'elle soit supprimée en 1941, ainsi que dans d'autres revues spécialisées. En 1944, Schnabel a failli être appelé au service militaire malgré ses 57 ans, mais est libéré grâce à l'intervention de son ami, l'ex-général Bernhard Schwertfeger (de).
En septembre 1945, Schnabel est nommé directeur d'État pour l'éducation et la culture dans le district de Bade, la partie nord du nouvel État de Wurtemberg-Bade. Il doit cette nomination à sa connaissance d'Heinrich Köhler, alors président de district. En octobre 1945, Schnabel retrouve également son poste de professeur à Karlsruhe. Cependant, il vise maintenant un poste de professeur dans une université, de préférence à Heidelberg. Une opportunité se présente pour cela en 1946 lorsque Willy Andreas (de) doit quitter son fauteuil sous la pression des forces d'occupation américaines. Schnabel poursuit sa nomination, contre laquelle la faculté de philosophie de Heidelberg résiste massivement. En arrière-plan, des déclarations faites par Schnabel en 1945, dans lesquelles il a notamment accusé l'université d'Heidelberg d'avoir consulté la future élite nazie avant 1933. Contre la tentative du gouvernement de l'État  d'imposer son fonctionnaire de l'éducation Schnabel à Heidelberg, l'université soumet un rapport dévastateur pour Schnabel et peut ainsi empêcher l'appel. Schnabel tire les conclusions nécessaires de sa relation rompue avec l'université et démissionne de son poste de directeur d'État.
Dès l'été 1945, l'Université de Munich a approché Schnabel avec la question de savoir s'il accepterait une nomination. À Munich, au début de l'été 1945, la pression des puissances occupantes américaines entraîne le limogeage de nombreux professeurs, dont Ulrich Crämer (de), qui a occupé la chaire d'histoire médiévale et moderne. Schnabel se montre intéressé par ce poste de professeur, mais sans être définitivement d'accord. Il y a deux raisons à cela : d'une part, il aurait préféré une nomination à Heidelberg, et d'autre part, il est mécontent que l'on envisage de transformer ladite chaire en chaire de concordat afin de pouvoir nommer l'évangélique Hermann Heimpel à la précédente chaire de concordat pour l'histoire médiévale. Schnabel n'accepte de venir à Munich que le 10 février 1947, après que ses ambitions à Heidelberg se soient effondrées et que la réaffectation de la chaire ait été abandonnée après l'échec de la nomination de Heimpel. Schnabel enseigne dès l'été 1947 en tant que professeur invité à Munich et reprend la chaire d'histoire médiévale et moderne, que Walter Goetz (de) a occupé en tant que suppléant, le 1er novembre 1947. Lorsque Schnabel a atteint l'âge de la retraite en 1955, il a le privilège de déterminer lui-même la date de sa libération. En fait, il ne prend sa retraite qu'à sa demande après le semestre d'été de 1962, à l'âge de près de 75 ans, et continue à donner des conférences jusqu'en 1964. Il est le seul professeur à Munich à représenter l'histoire moderne et résiste toujours résisté une augmentation du personnel enseignant; ainsi, la chaire n'est divisée qu'en une chaire d'histoire du début de l'époque moderne et une pour l'histoire moderne après sa retraite, à laquelle Fritz Wagner (de) et Walter Bußmann sont nommés. En 1947, Schnabel est nommé à la Commission historique de l'Académie bavaroise des sciences, dont il est président de 1951 à 1959. À partir de 1948, il est également membre à part entière de l'Académie bavaroise des sciences. À partir de 1949, il dirige l'Association générale des associations allemandes d'histoire et d'antiquités (de).
Les années de Schnabel à la chaire de Munich diffèrent considérablement de son temps à Karlsruhe. Alors que ses propres recherches sont au centre de son travail là-bas, à Munich, il se concentre entièrement sur son rôle d'enseignant universitaire. Le constitutionnaliste Ernst-Wolfgang Böckenförde, qui obtient son doctorat en histoire à Schnabel, rend la déclaration de Schnabel à cet égard : « J'ai l'opinion qu'aujourd'hui tout le monde devrait exercer une activité socialement nécessaire. Et je pense qu'enseigner aux étudiants est socialement plus nécessaire que d'écrire ses propres livres. Lorsque j'ai accepté l'appel à Munich, il était clair pour moi que je ne pourrais pas continuer à travailler sur mon histoire allemande ici. Les conférences de Schnabel dans la Grande Aula ou dans l'Auditorium maximum, tenues toutes les deux heures le lundi et le mardi après-midi, ont toujours 800 à 1200 auditeurs. Ils ont été bien suivis par des étudiants d'autres matières et de la société de la ville de Munich. Schnabel devient un aimant pour l'Université de Munich, attirant des étudiants, comparable seulement à Romano Guardini. Il a fallu attendre les années munichoises pour que Schnabel puisse former ses propres étudiants universitaires, dont Franz Herre, Heinrich Lutz (de), Karl Otmar von Aretin, Friedrich Hermann Schubert (de), Eberhard Weis (de), Erich Angermann, Lothar Gall, Hans Schmidt (de), Peter Hoffmann (de), Peter Krüger (de) et Karl-Egon Lönne (de).
Le Deutsche Geschichte im neunzehnten Jahrhundert est rééditée telle quelle entre 1947 et 1951, est apparue dans une édition de poche en huit volumes en 1964/65 et st publiée pour la dernière fois par DTV (de) en 1987. Après 1945, Schnabel ne travaille pas sur la suite de son œuvre principale, ni fait imprimer le cinquième volume de l'œuvre. Après sa mort, son apparition est annoncée, plus tard encore occasionnellement demandée, mais non réalisée jusqu'à aujourd'hui. Thomas Hertfelder estime que cela ne s'est pas produit "heureusement pour Schnabel": dans ce volume, Schnabel a révélé des positions libérales dans un mélange de censure et d'autocensure et s'est détourné de la tradition politique de l'Europe occidentale. Schnabel poursuit sa carrière d'auteur de manuels après la guerre. D'autres publications des années munichoises naissent surtout de conférences suscitées par des anniversaires, comme en 1951 à l'occasion du 150e anniversaire de Verlag Herder (de) ou en 1958 à l'occasion du 100e anniversaire de la fondation de la Commission historique de Munich. La principale préoccupation de Schnabel après la fin du Troisième Reich et en réaction à celui-ci est le renouvellement de l'idée humaniste de l'éducation, dont sa conférence de 1955 à l'Académie Bildungsgut im Wandel von Staat und Gesellschaft est caractéristique. Schnabel prend part aux débats sur la personne et l'œuvre d'Otto von Bismarck qui ont lieu après 1945, et dans une revue de la biographie d'Erich Eyck sur Bismarck, il soutient que la solution petite-allemande à la question allemande a été une erreur. Des collègues bien connus s'opposent à la position de Schnabel, y compris Gerhard Ritter, qui a déjà critiqué l'interprétation libérale de Schnabel du baron vom Stein au début des années 1930.
La tombe de ses parents Karl et Maria (née Guillemin) et sa sœur Katharina est abandonnée. Sa sœur Maria (1889-1971), qui s'occupe de lui pendant des décennies, est enterrée à côté de Schnabel.

## Honneurs
En 1954, Schnabel reçoit la citoyenneté d'honneur de la ville de Mannheim et, en 1961, il reçoit l'ordre bavarois du Mérite. Schnabel est docteur honoris causa en ingénierie et sciences politiques (Aix-la-Chapelle et Munich), sénateur honoraire de l'école de commerce de Mannheim et membre honoraire de l'Association historique britannique et de la Société américaine d'histoire. Une rue de Mannheim-Feudenheim et de Karlsruhe-Hagsfeld ainsi qu'un bâtiment  de l'Institut de technologie de Karlsruhe portent son nom. La médaille commémorative Franz-Schnabel, une récompense de la Fondation du Rhin supérieur pour l'histoire et la culture pour les diplômés du secondaire du Bade-Wurtemberg, qui est décernée aux meilleurs de leur classe pour des réalisations exceptionnelles dans l'histoire, porte son nom.

## Publications (sélection)
Une bibliographie des publications de Franz Schnabel créée par Karl-Egon Lönne est parue dans : Franz Schnabel : Treatises and Lectures 1914-1965. Édité par Heinrich Lutz (de). Herder, Fribourg/Bâle/Vienne 1970, pp. 369–402.
- Der Zusammenschluß des politischen Katholizismus in Deutschland im Jahre 1848. Winter, Heidelberg 1910 (= Heidelberger Abhandlungen zur mittleren und neueren Geschichte, 29).
- Geschichte der Ministerverantwortlichkeit in Baden. G. Braun, Karlsruhe 1922.
- Freiherr vom Stein. B. G. Teubner, Leipzig/Berlin 1931.
- Deutsche Geschichte im neunzehnten Jahrhundert. Herder, Freiburg im Breisgau 1929–1937; Nachdruck: Deutscher Taschenbuch Verlag, München 1987.
  - Band 1: Die Grundlagen. 1929, Nachdruck:  (ISBN 3-423-04461-6).
  - Band 2: Monarchie und Volkssouveränität. 1933; Nachdruck:  (ISBN 3-423-04462-4).
  - Band 3: Erfahrungswissenschaften und Technik. 1934; Nachdruck:  (ISBN 3-423-04463-2).
  - Band 4: Die religiösen Kräfte. 1937; Nachdruck:  (ISBN 3-423-04464-0).
- Abhandlungen und Vorträge 1914–1965. Hrsg. von Heinrich Lutz. Herder, Freiburg/Basel/Wien 1970.